# Guadalupejunco
Guadalupejunco (Junco insularis) är en fågel i familjen amerikanska sparvar inom ordningen tättingar. Den förekommer endast på en enda ö utanför västra Mexikos kust. Tidigare behandlades den som en underart till mörkögd junco, men urskiljs numera oftast som egen art. Beståndet är mycket litet, varför den är upptagen på IUCN:s röda lista som starkt hotad (EN).

## Utseende
Guadalupejuncon är en 14 cm lång amerikansk sparv som mest påminner om mörkögd junco av underarten mearnsi. Den skiljer dock från denna genom något mörkare grå hjässa, vanligtvis även på bröstet. Vidare är det vita på buken mer begränsat i utbredning och mattare i färgen. Från alla taxa i hyemalis-komplexet skiljer den sig genom större och längre, blåvit, ej skäraktig, näbb samt kortare vingar och stjärt.

## Utbredning och systematik
Fågeln förekommer i ek- och tallskogar på Guadalupeön utanför Baja California. Fram tills nyligen betraktades den som en underart till mörkögd junco (J. hyemalis) och vissa gör det fortfarande. Den urskiljs allt oftare som egen art baserat på skillnader i utseende, läte och genetik.

### Familjetillhörighet
Tidigare fördes de amerikanska sparvarna till familjen fältsparvar (Emberizidae) som omfattar liknande arter i Eurasien och Afrika. Flera genetiska studier visar dock att de utgör en distinkt grupp som sannolikt står närmare skogssångare (Parulidae), trupialer (Icteridae) och flera artfattiga familjer endemiska för Karibien.

## Levnadssätt
Guadalupejuncon är häckningstid mestadels begränsad till stånd med tallarten Pinus radiata, eken Quercus tomentella och cypressen Cupressus guadalupensis till upp till 1400 meters höjd, men kan också ses i buskmarker med Nicotiania nere vid havsnivån. Efter häckningen påträffas den i olika typer av skogsbryn och öppen skog med undervegetation. Den besöker också ofta fågelmatningar.

## Status
Denna nyligen urskilda art har ett mycket begränsat utbredningsområde och en väldigt liten världspopulation bestående av under 250 vuxna indivier. Internationella naturvårdsunionen IUCN kategoriserar den därför som starkt hotad. Dock ökar den i antal, från endast 50–100 fåglar 1995.